# Гунтека
Гунтека (Гунтеука; лат. Guntheuca, фр. Gondioque; около 495 — около 532) — супруга двух королей франков Хлодомира и Хлотаря I.

## Биография
О происхождении Гунтеки известно только то, что она была из франкской аристократической семьи, а о том, кто были её родители, в исторических источниках ничего не сообщается. По ономастическим данным Кристиан Сеттипани предположил, что она, возможно, принадлежала к бургундской королевской семье и была дочерью короля бургундов Гундобада или его брата Годегизеля.
Около 517 года она стала женой Хлодомира, старшего сына Хлодвига I и его второй жены Клотильды Бургундской, от которого имела трёх сыновей Гунтара, Теодебальда и Хлодоальда. В 523 году Хлодомир вместе с братьями Хлотарём I и Хильдебертом I по просьбе матери, чтобы отомстить за смерть её родителей, заключили союз с остготами и развязали войну с сыновьями Гундобада. В 524 году они разгромили Сигизмунда и его брата Годомара II. Сигизмунд попытался бежать, но был взят в плен и отправлен в окрестности Орлеана, где Хлодомир, несмотря на заступничество знаменитого в то время аббата Авита Вьеннского, казнил его вместе с женой и двумя сыновьями, а их трупы бросил в колодец около Колумны, деревни в окрестностях Орлеана.
Однако, вскоре после того как франкские короли ушли оттуда, Годомар, восстановив силы, собрал бургундов и отвоевал своё королевство. Призвав на помощь своего сводного брата Теодориха I, женатого на дочери убитого Сигизмунда, они сообща двинулись в Бургундию, где в окрестностях города Вьенна вступили в бой с бургундами. Годомар обратился в бегство, а Хлодомир, увлёкшись погоней, был окружён и обезглавлен 21 июня 524 года в местечке Виронции (ныне Везеронс-Кюртен). После этой битвы Годомар, хотя и потерпел поражение и вынужден был уступить области между Дромом (или Изером) и Дюрансом, но всё ещё продолжал править своими соплеменниками. После смерти Хлодомира его земли были поделены между собой его братьями Теодорихом I, Хлотарём I и Хильдебертом I.
В 525 году Хлотарь I, чтобы узаконить присоединение земель Хлодомира, заключил брак с Гунтекой. Два её сына от первого брака, Гунтар и Теодебальд, были убиты её вторым мужем, а третьего сына Хлодоальда спасли от гибели верные друзья его отца и укрыли в каком-то монастыре, где он был пострижен в монахи и тем самым спасён от смерти. Став монахом, он основал близ Парижа монастырь, который позже получил его имя (Сен-Клу) и впоследствии был канонизирован. О том, были ли у Гунтеки дети от второго брака, исторические источники того времени ничего не сообщают. Около 532 года она умерла, а Хлотарь I позднее женился на Радегунде, дочери короля Тюрингии Бертахара.